# جزيرتا الأخوين (الغزوات)
جزيرتا الأخوين (بالإنجليزية: The Two Brothers Islands)‏ تقع الجزيرتان في البحر الأبيض المتوسط قبالة ميناء الغزوات بولاية تلمسان الجزائرية، تقع الجزيرتان على بعد 300 متر عن البر الرئيسي وتبلغ مساحة الجزيرتين حوالي 0.05 هكتار.